# The Tour of Brotherly Love
Tournées par Oasis, The Black Crowes et Spacehog
Standing on the Shoulder of Giants Tour 
 (2000) Heathen Chemistry Tour 
 (2002)
The Tour of Brotherly Love (Le Tour de l'amour fraternel en français) est une tournée qui s'est déroulée en Amérique du Nord en 2001. Cette tournée réunissait trois grands groupes de rock, Oasis, The Black Crowes et Spacehog, chacun comportant deux frères, à savoir respectivement Noel et Liam Gallagher, Chris et Rich Robinson, et Royston et Antony Langdon, aux relations tendues voire conflictuelles, ce qui confère au nom de la tournée un côté ironique.
La setlist était composée de reprises de Led Zeppelin, Fleetwood Mac, David Bowie, Pink Floyd et des Rolling Stones. Le batteur de Oasis de l'époque, Alan White, avait des problèmes de ods, ainsi c'est son frère, Steve White, le batteur de Paul Weller, qui assura la batterie pour Oasis.

## Dates du Tour
- 11 mai – Las Vegas (Nevada) – The Joint @ The Hard Rock Hotel
- 12 mai – Santa Barbara Californie – Santa Barbara Bowl
- 14 mai – Los Angeles (Californie) – Greek Theatre
- 15 mai – Los Angeles (Californie) – Greek Theatre
- 17 mai – Greenwood Village (Colorado) – Fiddler's Green Amphitheatre
- 19 mai – Saint-Paul, Minnesota – Xcel Energy Center
- 20 mai – Tinley Park, Illinois – First Midwest Bank Amphitheatre
- 22 mai – Toronto, Ontario – Molson Amphitheatre
- 24 mai – Cincinnati, Ohio – Riverbend Music Center – (annulé)
- 25 mai – Cuyahoga Falls, Ohio – Blossom Music Center
- 27 mai – Wallingford, Connecticut – Chevrolet Theatre
- 29 mai – Pittsburgh (Pennsylvanie) – A. J. Palumbo Center – (annulé)
- 30 mai – Camden (New Jersey) – Susquehanna Bank Center
- 1er juin – Noblesville, Indiana – Verizon Wireless Music Center
- 2 juin – Clarkston, Michigan – Pine Knob Music Theatre
- 3 juin – Darien, New York – Darien Lake Performing Arts Center
- 5 juin – Baltimore (Maryland) – Merriweather Post Pavilion
- 7 juin – New York (État de New York) – Radio City Music Hall
- 8 juin – New York (New York) – Radio City Music Hall
- 9 juin – New York (New York) – Radio City Music Hall
- 11 juin – Mansfield (Massachusetts) – Tweeter Center for the Performing Arts